# 普斯泰伊·帕尔
普斯泰伊·帕尔（匈牙利語：Pusztai Pál，1919年9月4日—1970年9月11日），匈牙利漫画家、插画家。代表作为《尤茜卡小姐》，主要发表于幽默讽刺杂志《牧鹅少年马季》。

## 生平
铁路工人出身，自学成才的艺术家。1945年后，他被调往匈牙利铁路公司布达佩斯销售部，并于1951年至1957年担任公司制图部门的负责人。最初他从事海报绘画。 1955年，他的作品首次展出。从1959年起，他为幽默讽刺杂志《牧鹅少年马季》供稿，定期在杂志上发表漫画，其中的《尤茜卡小姐》令他声名大噪。他还设计绘制藏书票和书籍插图。

## 中译本
- 《生活·爱情·幽默：尤茜卡小姐 护士莫妮卡 菲卢特克教授 小天使》，洪佩奇编，南京：译林出版社，1989年，ISBN 7-80567-028-5
- 《尤茜卡小姐》，洪佩奇编，南京：译林出版社，2003年，ISBN 9787805670287

## 外部連結
- 普斯泰伊·帕尔在互联网电影资料库（IMDb）上的資料（英文）